# Rövidfarkú egértimália
A rövidfarkú egértimália (Malacocincla malaccensis) a madarak osztályának verébalakúak (Passeriformes) rendjébe és a Leiothrichidae családjába tartozó faj.

## Rendszerezése
A fajt Gustav Hartlaub írta le 1844-ben, a Brachypteryx  nembe Brachypteryx malaccensis néven. A besorolása erősen vitatott, egyes szervezetek a Pellorneum nembe sorolják Pellorneum malaccense néven, mások a Trichastoma nembe Trichastoma malaccense néven.

## Alfajai
- Malacocincla malaccensis feriata (Chasen & Kloss, 1931)
- Malacocincla malaccensis malaccensis (Hartlaub, 1844)
- Malacocincla malaccensis poliogenis (Strickland, 1849)
- Malacocincla malaccensis sordida (Chasen & Kloss, 1929)[1]

## Előfordulása
Délkelet-Ázsiában, Brunei, Indonézia, Malajzia, Mianmar, Szingapúr és Thaiföld területén honos. A természetes élőhelye a szubtrópusi vagy trópusi síkvidéki esőerdők, mocsári erdők, cserjések, valamint folyók és patakok környéke és ültetvények. Állandó, nem vonuló faj.

## Megjelenése
Testhossza 13,5–15,5 centiméter, testtömege 18,5–28 gramm.

## Életmódja
Rovarokkal táplálkozik.